# 5 Minute Walk
5 Minute Walk – niezależna wytwórnia płytowa założona przez Franka Tate'a w kwietniu 1995. Działają głównie w Concord w Kalifornii. Uważają się za propagatorów muzyki chrześcijańskiej i wydają zespoły grające taką muzykę.

## Slogan
"Kochaj Boga, kochaj innych, miej czas na muzykę."
Z wywiadu z Harmonem Leonem i Franke Tate.
"Jeśli rozmawiasz z Jezusem pięć minut dziennie tak jak robiłbyś to z przyjacielem, On stanie się Twoim przyjacielem. Wiem, że brzmi to dziwnie, ale wzywam Was do próby. Następnym razem, gdy będziecie samotni, przestraszeni czy sfrustrowani, idźcie na pięciominutowy spacer i porozmawiajcie z Nim tak, jakby był Waszym przyjacielem. Powiedzcie mu co czujecie i co myślicie."

## Zespoły
- Brave Saint Saturn
- Cameron Jaymes
- Dime Store Prophets
- Dryve
- The Echoing Green
- The Electrics
- Five Iron Frenzy
- Justin McRoberts
- Model Engine (przedtem Black Eyed Sceva)
- Mortal
- Philmore
- Rivulets and Violets
- Roper
- Rose Blossom Punch
- Seven Day Jesus
- Sherri Youngward
- Soul-Junk
- The W's
- Yum Yum Children